# Brottøya

Brottøya (ou Bruohták en Same du Nord) est une île de la commune de Hadsel , en mer de Norvège dans le comté de Nordland en Norvège.

## Description
L'île de 2,8 km2 fait partie de l'archipel des Vesterålen.L'île se trouve dans le Hadselfjorden (en), du côté ouest de l'entrée nord du détroit de Raftsund.
Brottøya est reliée par ferry à la ville voisine de Stokmarknes sur l'île d'Hadseløya, au village de Kaljord sur l'île d'Hinnøya et au village de Hanøyvika sur l'île d'Austvågøya.